# Pycnandra
Pycnandra es un género de la familia Sapotaceae, descrito en 1876. 
es el género endémico más grande de plantas con flores de Nueva Caledonia. Su pariente más cercano es el australiano Niemeyera.

## Especies seleccionadas
- Pycnandra acuminata
- Pycnandra benthami
- Pycnandra chartacea
- Pycnandra comptonii
- Pycnandra controversa
- Pycnandra coriacea
- Pycnandra decandra
- Pycnandra elegans
- Pycnandra fastuosa
- Pycnandra griseosepala
- Pycnandra kaalaensis
- Pycnandra neocaledonica
- Pycnandra paniensis
- Pycnandra vieillardii

## Sinónimos
- Achradotypus, Chorioluma, Jollya, Tropalanthe